# Landsorganisationen i Sverige

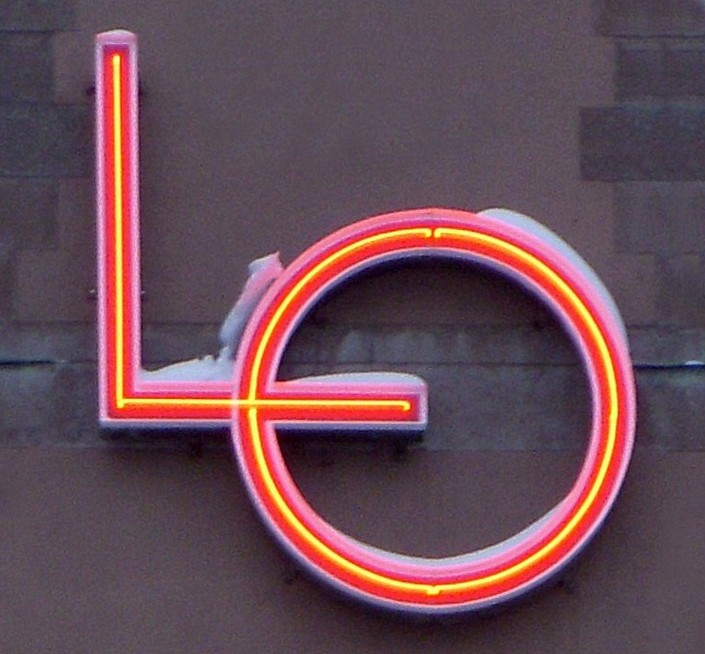
LO:s logotyp, på LO-borgens fasad.

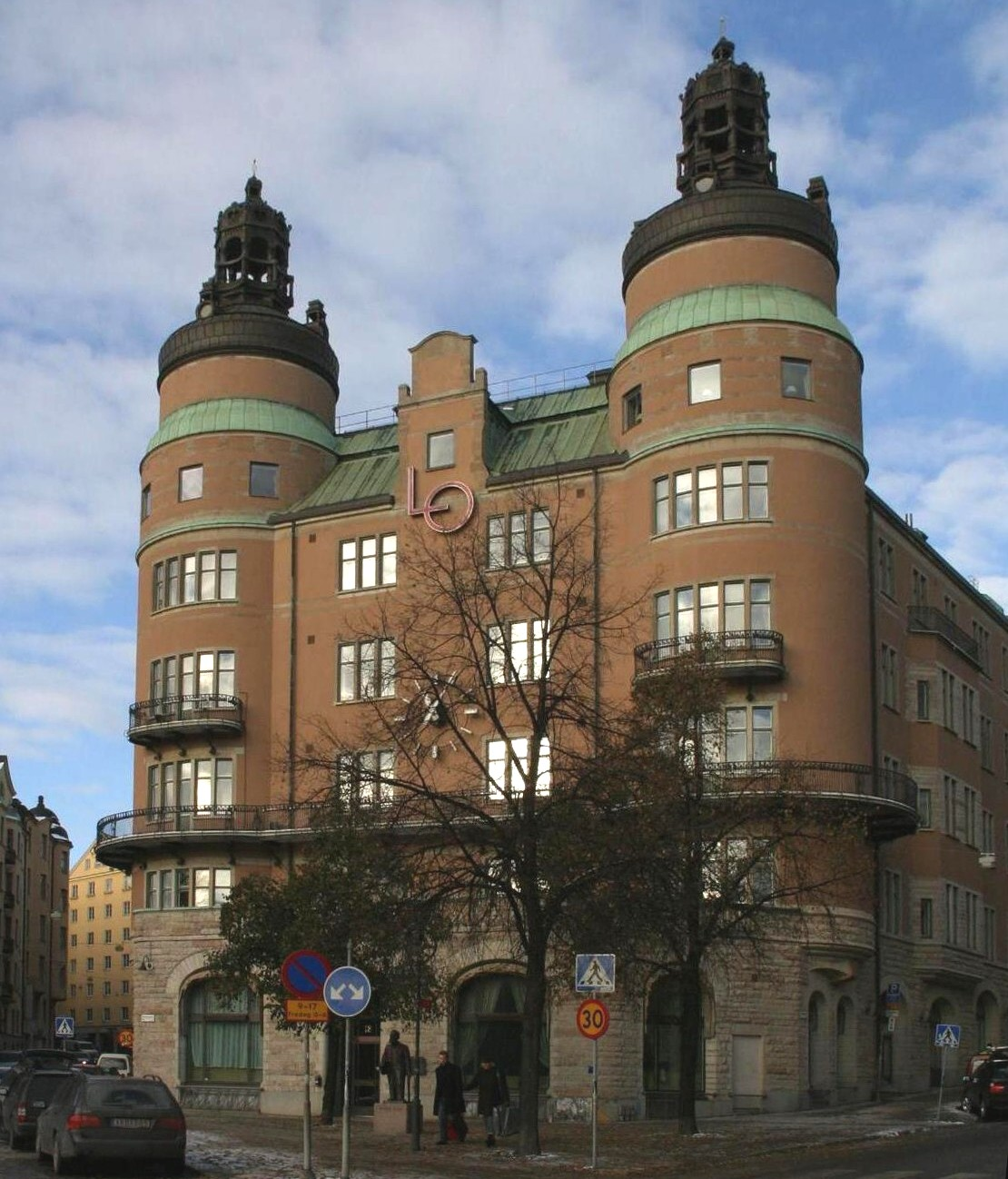
LO-borgen, Barnhusgatan 18 vid Norra Bantorget i Stockholm.

Landsorganisationen i Sverige (LO) är en paraplyorganisation av fackliga arbetstagarorganisationer knutna till arbetarrörelsen i Sverige, bildad 1898.

## Beskrivning
Landsorganisationens (LO) uppgift är att försvara medlemmarnas intressen på arbetsmarknaden och i samhället i stort. Det gäller alltifrån löner och anställningsvillkor till att försöka påverka politiska beslut som gynnar medlemmarna. 
LO samlar 13 medlemsförbund som i sin tur organiserar cirka 1,4 miljoner medlemmar. LO förhandlade tidigare i stor utsträckning med arbetsgivarorganisationen Svenskt Näringsliv (tidigare Svenska Arbetsgivareföreningen, SAF) om olika avtal. LO samordnar numera sina medlemsförbunds krav inför varje stor avtalsrörelse. Målet är att nå reallöneökningar för alla, ökad jämlikhet, minskade löneskillnader mellan kvinnor och män samt ökad sysselsättning. Den solidariska lönepolitiken är en central del av LO:s avtalsförhandlingar.
Förhandlingar direkt med arbetsgivarparten har minskat i omfattning och de flesta avtal tecknas av de enskilda fackförbunden. Vissa avtal tecknas fortfarande mellan centralorganisationerna, till exempel omställningsavtal och försäkringar.
Antalet anställda vid LO:s centrala kansli är drygt 100 personer. Landsorganisationens centrala säte, "LO-borgen", finns vid Norra Bantorget i Stockholm. Ute i landet har LO en regional organisation, de så kallade LO-distrikten, och lokalt i kommunerna, LO-facken. Syftet är att ha en samordning och ett forum för det tvärfackliga arbetet på alla nivåer mellan de 13 fackförbunden inom LO. LO samordnar också delar av LO-förbundens arbetsmarknadsinformation till unga och har varje sommar en speciell kampanj som riktar sig till sommarjobbare.
LO samverkar internationellt med andra fackförbund inom Europafacket samt globalt inom Internationella fackliga samorganisationen, IFS.
Äger Avtalat tillsammans med Svenskt Näringsliv och PTK. Avtalat informerar och vägleder om kollektivavtalad tjänstepension och försäkring inom privat sektor.

## Historia
- 1898 föreslogs vid en kongress, på Victoria-Teatern på Djurgården i Stockholm, att man skulle bilda Sveriges samverkande fackförbund. Så skedde också, men namnet blev Landsorganisationen. Kongressen inleddes den 5 augusti och datum för bildandet är den 7 augusti 1898, då kongressen avslutades. Till ordförande utsågs Fredrik Sterky, redaktör för Ny Tid i Göteborg.[8]
- 1901 började uppbyggnaden av en strejk- och reservfond, så att LO skulle stå rustat inför kommande strider.
- 1902 anordnades demonstration för allmän rösträtt, första maj proklamerades som allmän fridag och en strejk utlystes som allmän påtryckning i rösträttsfrågan den 15-17 maj. Svenska arbetsgivareföreningen bildades samma år som ett direkt resultat av dessa maktdemonstrationer.
- 1908 inköptes fastigheten på Barnhusgatan i Stockholm. De följande åren förekom en mängd strejker och lockouter.
- 1910 efter storstrejkens slut stod LO och fackföreningsrörelsen som förlorare. Därtill bröt sig syndikalisterna ut och bildade den egna Sveriges arbetares centralorganisation.
- 1912 antogs industriförbundsprincipen som säger att alla arbetare på en viss arbetsplats bör tillhöra samma fackförening.
- 1913 bildades den första lokala fackliga centralorganisationen (FCO) i Lund.
- 1920 infördes åttatimmarsdagen och högst 48 timmarsvecka. Samma år startades LO:s förbundsorgan Fackföreningsrörelsen.
- 1929 inrättades arbetsdomstolen som syftade till att förhindra stridsåtgärder på arbetsmarknaden och i juni startades LO Brunnsviks folkhögskola.
- 1938 slöts huvudavtal med SAF, det s.k. Saltsjöbadsavtalet.
- 1942 startade LO den dagliga Aftontidningen.
- 1952 invigdes kursgården Runöskolan i Åkers Runö.
- 1956 köpte LO Stockholms-Tidningen och Aftonbladet, och Aftontidningen lades ner samma år.
- 1958 slog man samman socialdemokratiska Morgon-Tidningen med Stockholms-Tidningen. Den senare upphörde 1966.
- 1976 bytte LO:s tidskrift Fackföreningsrörelsen namn till LO-tidningen Fackföreningsrörelsen.
- 1978 ledde en omorganisation till att begreppet FCO ändrades till LO-distrikt och LO-sektion.
- 1991 förenklades LO:s veckotidning LO-tidningen Fackföreningsrörelsen namnet till LO-Tidningen.
- 2012 bytte LO-Tidningen namn till Arbetet.[9]

## LO och Socialdemokratiska arbetarepartiet
Sedan grundandet har LO haft nära band till Sveriges socialdemokratiska arbetareparti (SAP, Socialdemokraterna). De båda organisationerna kallas ofta ”de två benen i arbetarrörelsen”, där partiet är det politiska benet och LO det fackliga. Vid årsskiftet 1990/1991 försvann möjligheten för organisationer inom LO att kollektivansluta sina medlemmar till SAP. LO stödjer dock fortfarande SAP ekonomiskt genom att årligen skänka 6 miljoner kronor, motsvarande fyra kronor per medlem. LO har till exempel bedrivit kampanjer för att värva medlemmar till Socialdemokraterna och det samlade ekonomiska stödet är därför svårt att beräkna. Tidigare riksdagsledamoten Carl B. Hamilton (Folkpartiet liberalerna) hävdade år 2004 att det ekonomiska stödet totalt uppgick till 516 miljoner, varav 436 miljoner bestod i arbetsinsatser. Hamiltons beräkningar har ifrågasatts av arbetarrörelsen.[källa behövs]
LO beslutade 2008 att förtroendeuppdrag för LO inte är förenligt med medlemskap i Sverigedemokraterna.
Ordförande sedan 2024 är Johan Lindholm som i egenskap av LO:s ordförande även har en plats i SAP:s verkställande utskott.

## Antal medlemmar i närtid
Antalet medlemmar i LO-förbunden var den 31 december 2006 totalt 1,8 miljoner personer. I december 2008 var antalet 1,6 miljoner personer (inklusive pensionärer), det vill säga en minskning med 200 000 personer på två år. Den huvudsakliga orsaken var alliansregeringens kraftiga höjning av a-kasseavgifterna den 1 januari 2007. Antalet har under en rad år visat en nedåtgående trend och anslutningsgraden för arbetare låg 2019 på 60 procent. Mellan 2018 och 2019 planade nedgången i arbetarnas organisationsgrad ut; den var båda åren 60 procent. För tjänstemän var organisationsgraden samma år 72 procent och för anställda i genomsnitt 68 procent. Efter att organisationsgraden för arbetare och tjänstemän ökat under pandemiåren 2020 och 2021 sjönk den under inflationsåret 2022 (då reallönerna sjönk) till 59 procent bland arbetare, 73 procent bland tjänstemän och 69 procent i genomsnitt för alla anställda. Detta är i ett internationellt perspektiv mycket högt.
Vid slutet av 2019 var totala antalet LO-medlemmar drygt 1,4 miljoner, varav drygt 1,2 miljoner yrkesaktiva.

## Innehav
LO ägde tidigare 50,1 procent av aktierna i Aftonbladet (från 2 maj 1996) och kontrollerade därmed även tidningens politiska inriktning. Den 15 juni 2009 meddelades att den norska mediekoncernen Schibsted, som tidigare ägt 49,9 procent av aktierna, köpte ytterligare 41 procent av aktierna i Aftonbladet. LO behöll 9 procent av aktierna samt rätten att inlägga veto mot styrelsebeslut om vem som ska vara chefredaktör för ledar-, debatt- och kulturavdelningarna i tidningen.

## De fem värnen
För att kunna hålla ”det fackliga löftet”, att aldrig arbeta på sämre villkor eller till lägre lön än det medlemmarna lovat varandra, talar LO om ”de fem värnen” mot marknadskrafterna. Dessa är följande:
1. Full sysselsättning
2. Aktiv arbetsmarknadspolitik
3. Hög arbetslöshetskassa
4. Starkt anställningsskydd
5. Rikstäckande kollektivavtal

## Medlemsförbund
| Fackförbund                  | Antal aktiva medlemmar (2021-12-31) |
| ---------------------------- | ----------------------------------- |
| Byggnads                     | 74 807                              |
| Elektrikerna                 | 18 115                              |
| Fastighets                   | 24 256                              |
| GS-Facket                    | 36 146                              |
| Handels                      | 126 401                             |
| Hotell- och Restaurang (HRF) | 24 065                              |
| IF Metall                    | 241 447                             |
| Kommunal                     | 514 480                             |
| Livs                         | 22 138                              |
| Musikerna                    | 2 325                               |
| Pappers                      | 12 884                              |
| Seko                         | 69 243                              |
| Transport                    | 47 780                              |
| Totalt:                      | 1 224 433                           |

## Ungdomsförbund
Socialdemokraternas ungdomsförbund SSU är också LO:s ungdomsförbund. Intimt samarbete med kurs och kampanjer finns. LO har också en plats i SSU:s förbundsstyrelse.
Utöver SSU driver LO initiativet LO Ung, och vissa medlemsfack har egen ungdomsorganisation, så som Unga Byggare.

## Ordförande genom tiderna
Dessa personer har varit förbundsordförande sedan bildandet 1898:
| Nr  | Namn                                 | Mandatperiod | Födelseort                 | Förbund                                 | Ursprungligt yrke                  |
| --- | ------------------------------------ | ------------ | -------------------------- | --------------------------------------- | ---------------------------------- |
| 1   | Fredrik Sterky (1860–1900)           | 1898–1900    | Stockholm, Stockholms län  | —                                       | Chefredaktör för Ny Tid i Göteborg |
| 2   | Herman Lindqvist (1863–1932)         | 1900–1920    | Arboga, Västmanlands län   | Träarbetareförbundet                    | Möbelsnickare                      |
| 3   | Arvid Thorberg (1877–1930)           | 1920–1930    | Kärnbo, Södermanlands län  | Träarbetareförbundet                    | Byggnadssnickare                   |
| 4   | Edvard Johanson (1882–1936)          | 1930–1936    | Förlösa, Kalmar län        | Sko- och läderindustriarbetareförbundet | Skomakare                          |
| 5   | Albert Forslund (1881–1954)          | 1936         | Ovansjö, Gävleborgs län    | Järnvägsmannaförbundet                  | Konduktör                          |
| 6   | August Lindberg (1885–1966)          | 1936–1947    | Älvkarleby, Uppsala län    | Sågverksindustriarbetareförbundet       | Sågverksarbetare                   |
| (7) | Gunnar Andersson (1890–1946)         | vald 1946    | Tjällmo, Östergötlands län | Metallindustriarbetareförbundet         | Metallarbetare                     |
| 7   | Axel Strand (1893–1983)              | 1947–1956    | Burlöv, Malmöhus län       | Träindustriarbetareförbundet            | Möbelsnickare                      |
| 8   | Arne Geijer (1910–1979)              | 1956–1973    | Grangärde, Kopparbergs län | Metallindustriarbetareförbundet         | Metallarbetare                     |
| 9   | Gunnar Nilsson (1922–1997)           | 1973–1983    | Emsfors, Kalmar län        | Träindustriarbetareförbundet            | Glasbruksarbetare                  |
| 10  | Stig Malm (1942–2021)                | 1983–1993    | Sundbyberg, Stockholms län | Metallindustriarbetareförbundet         | Instrumentmakare                   |
| 11  | Bertil Jonsson (född 1940)           | 1993–2000    | Ljusdal, Gävleborgs län    | Träindustriarbetareförbundet            | Sågverksarbetare                   |
| 12  | Wanja Lundby-Wedin (född 1952)       | 2000–2012    | Stockholm, Stockholms län  | Kommunalarbetareförbundet               | Sjukvårdsbiträde                   |
| 13  | Karl-Petter Thorwaldsson (född 1964) | 2012–2020    | Kosta, Kronobergs län      | Industrifacket Metall                   | Svarvare                           |
| 14  | Susanna Gideonsson (född 1963)       | 2020–2024    | Umnäs, Västerbottens län   | Handelsanställdas förbund               | Ombudsman                          |
| 15  | Johan Lindholm (född 1964)           | 2024–        | Mjölby, Östergötlands län  | Byggnadsarbetareförbundet               | Timmerman/snickare                 |

## Kritik
Under många decennier kritiserades LO från högerhåll för att vissa förbundsavdelningar kollektivanslöt sina medlemmar till Socialdemokraterna. LO upphörde 1991 med kollektivanslutningen. Detta gjorde att Socialdemokraternas medlemsantal minskade kraftigt. (Se avsnittet LO och S ovan.)

## Partival för LO-medlemmar i svenska riksdagsval
Tabellen nedan visar partival för LO-medlemmar i svenska riksdagsval enligt Sveriges Televisions vallokalsundersökning SVT/VALU. Siffrorna i tabellen är angivna som röstandel i procent.
| Parti | Parti                  | 1991 | 1994 | 1998 | 2002 | 2006 | 2010 | 2014 | 2018 | 2022 |
| ----- | ---------------------- | ---- | ---- | ---- | ---- | ---- | ---- | ---- | ---- | ---- |
|       | Vänsterpartiet         | 9    | 10   | 21   | 14   | 10   | 9    | 7    | 9    | 8    |
|       | Socialdemokraterna     | 56   | 66   | 53   | 59   | 54   | 51   | 53   | 41   | 42   |
|       | Miljöpartiet           | 2    | 4    | 4    | 4    | 5    | 7    | 4    | 2    | 2    |
|       | Centerpartiet          | 6    | 4    | 4    | 4    | 5    | 4    | 3    | 5    | 3    |
|       | Liberalerna            | 5    | 3    | 2    | 6    | 4    | 4    | 2    | 2    | 1    |
|       | Kristdemokraterna      | 4    | 2    | 7    | 6    | 4    | 2    | 1    | 4    | 5    |
|       | Moderaterna            | 9    | 9    | 8    | 4    | 11   | 16   | 10   | 11   | 10   |
|       | Sverigedemokraterna    | –    | –    | –    | –    | 3    | 6    | 17   | 24   | 27   |
|       | Feministiskt initiativ | –    | –    | –    | –    | 1    | 0    | 2    | 1    | –    |
|       | Övriga partier         | 9    | 2    | 2    | 3    | 1    | 1    | 1    | 0    | 2    |

| Partiblock | Partiblock                       | 1991 | 1994 | 1998 | 2002 | 2006 | 2010 | 2014 | 2018 | 2022 |
| ---------- | -------------------------------- | ---- | ---- | ---- | ---- | ---- | ---- | ---- | ---- | ---- |
|            | Rödgröna blocket (S, V, MP)      | 67   | 80   | 78   | 77   | 69   | 67   | 64   | 52   | 52   |
|            | Borgerliga blocket (M, C, KD, L) | 24   | 18   | 21   | 20   | 24   | 26   | 16   | 22   | 19   |